# 佐賀市立図書館
佐賀市立図書館（さがしりつとしょかん）は、佐賀県佐賀市にある市立図書館である。

## 概要
佐賀市天神3丁目2番15号のどんどんどんの森の中にある本館のほかに、6の分館（大和、諸富、東与賀、富士、三瀬、川副）と6の分室（開成、金立、鍋島、本庄、高木瀬、巨勢）を設置している。
借りる場合は、専用の利用カードをつくる必要がある。

## 開館時間
- 火曜日 - 土曜日：10:00 - 19:00
- 日曜日・祝日：10:00 - 17:00

## フロア

### 1階
- 一般書
- 児童書
- 雑誌コーナー
- 新聞コーナー
- 外国語資料
- AVコーナー
  - AV試聴ブース
- 調べもの・相談コーナー
- ハンディキャップサービスコーナー
- おはなしの部屋
- 喫茶室

### 2階
- ギャラリー
- 多目的ホール
- 和室
- 大集会室
- 学習室

## 分館
| 分館名   | 郵便番号   | 所在地                            |
| -------- | ---------- | --------------------------------- |
| 大和館   | 〒840-0201 | 佐賀市大和町大字尼寺1875番地      |
| 諸富館   | 〒840-2105 | 佐賀市諸富町大字諸富津7番地       |
| 東与賀館 | 〒840-2221 | 佐賀市東与賀町大字下古賀1228番地3 |
| 富士館   | 〒840-0501 | 佐賀市富士町大字古湯2624番地      |
| 三瀬館   | 〒842-0301 | 佐賀市三瀬村三瀬2762番地2         |
| 川副館   | 〒840-2213 | 佐賀市川副町大字鹿江422番地1      |

## 分室
| 分室名     | 郵便番号   | 所在地                        |
| ---------- | ---------- | ----------------------------- |
| 開成分室   | 〒849-0934 | 佐賀市鍋島町大字森田27番地4   |
| 金立分室   | 〒849-0905 | 佐賀市金立町大字千布2333番地2 |
| 鍋島分室   | 〒849-0937 | 佐賀市鍋島一丁目1番1号        |
| 高木瀬分室 | 〒849-0922 | 佐賀市高木瀬東五丁目1番12号   |
| 本庄分室   | 〒840-0027 | 佐賀市本庄町大字本庄279番地8  |
| 巨勢分室   | 〒840-0007 | 佐賀市巨勢町大字高尾104番地17 |

## 沿革
- 1987年（昭和62年）6月 - 佐賀市立図書館設置構想の提唱を受け、調査研究を開始。
- 1991年（平成3年）6月 - 佐賀市立図書館懇話会が設置される。
- 1992年（平成4年）7月 - 佐賀市立図書館情報ネットワーク形成事業の推進計画（基本構想・基本計画）が策定される。
- 1993年（平成5年）5月 - 「開成分室」を開設。
- 1996年（平成8年）
  - 8月 - 「佐賀市立図書館」（本館）が開館。
  - 10月 - 「金立分室」を開設。
  - 12月 - 自動車図書館（ブーカス号）の運行を開始。
- 1998年（平成10年）10月 - 「鍋島分室」を開設。
- 2000年（平成12年）10月 - 「高木瀬分室」を開設。
- 2005年（平成17年）
  - 3月 - 「本庄分室」を開設。
  - 10月1日 - 1市3町1村（佐賀市、諸富町、大和町、富士町、三瀬村）が合併の上、佐賀市となる。
    - 大和町民図書館（2003年（平成15年）4月開館）が「大和館」となる。
    - 諸富町図書館（2005年（平成17年）8月開館）が「諸富館」となる。
- 2006年（平成18年）
  - 4月 - ハイビジョンシステムの運用を廃止。
  - 9月 - 学校図書館情報ネットワークに参加。
- 2007年（平成19年）
  - 3月 - 「巨勢分室」を開設。
  - 10月1日 -  佐賀市と南部3町（川副町、東与賀町、久保田町）が合併の上、佐賀市となる。
    - 東与賀町図書館（1996年（平成8年）5月開館）が「東与賀館」となる。
- 2008年（平成20年）7月 - 「富士館」を開設。
- 2009年（平成21年）
  - 3月 - 佐賀市立図書館サービス計画を策定。
  - 7月 - 「三瀬館」が開設。
- 2012年（平成24年）4月 - 「川副館」を開設。
- 2016年（平成28年）
  - 3月 - 第二次佐賀市立図書館サービス計画を策定。
  - 8月 - 開館20周年を迎える。
- 2019年（平成31年）3月 - 佐賀市子どもの読書活動推進計画を策定。
- 2020年（令和2年）6月 - 「久保田館」を開設。
- 2021年（令和3年）3月 - 第三次佐賀市立図書館サービス計画を策定。
- 2023年（令和5年）6月 - 佐賀市電子図書館システム試験運用を開始。